# 바사스다인디아
바사스다인디아 (Bassas da India, 바사스다앵디아)는 마다가스카르 연안과 모잠비크 연안 사이의 모잠비크 해협에 위치한 프랑스령 환초이다.
16세기 포르투갈 선원들이 처음 발견하였으며 1897년 프랑스령으로 편입되었다. 1960년 마다가스카르 독립 시점에 맞추어 프랑스 속령으로 지정되었으며, 2000년대 들어 프랑스령 남방 및 남극 지역의 인도양 군도에 속한 것으로 되어 있다.
현재 마다가스카르는 프랑스령 인도양 군도에 대한 영유권을 주장하고 있다. 환초 자체의 크기는 상딩히 작지만 그로 인한 배타적경제수역 (EEZ)은 123,700km²에 달하여 상당히 넓은 해역의 확보가 가능하다.

## 지리

프랑스령 인도양 군도의 위치를 나타낸 지도

인도양 서부 모잠비크 해협에 위치해 있으며, 마다가스카르 모롬베에서 서쪽으로 376km, 외로파섬에서 북서쪽으로 114km,  모잠비크 폰타상세바스티앙에서 동쪽으로 435km 떨어진 지점에 위치해 있다.
기후는 열대 기후에 해당되며, 인도양 남서쪽에서 다가오는 사이클론의 진행 경로에 위치할 때가 많다.

## 환경
직경 12km, 둘레 35.2km 규모의 원형 산호초로 이루어진 환초로서, 바다 밑 해산을 기반으로 얕은 석호를 둘러싼 모습으로 형성되어 있다. 환초의 형성에 기여하는 산호종은 돌산호이며 아직도 자라나고 있는 상태이다.
바사스다인디아의 육지 표면은 면적이 0.2km²에 불과하며, 최대고도도 2.4m에 그치기 때문에 만조 때에는 거의 완전히 바닷물에 잠긴다. 따라서 육지에 서식하는 동식물은 거의 존재하지 않으며, 사람도 거주할 수 없는 무인도이다. 수중생물의 경우 2003년 모잠비크 해협에서는 처음으로 갈라파고스 상어가 발견되었다.

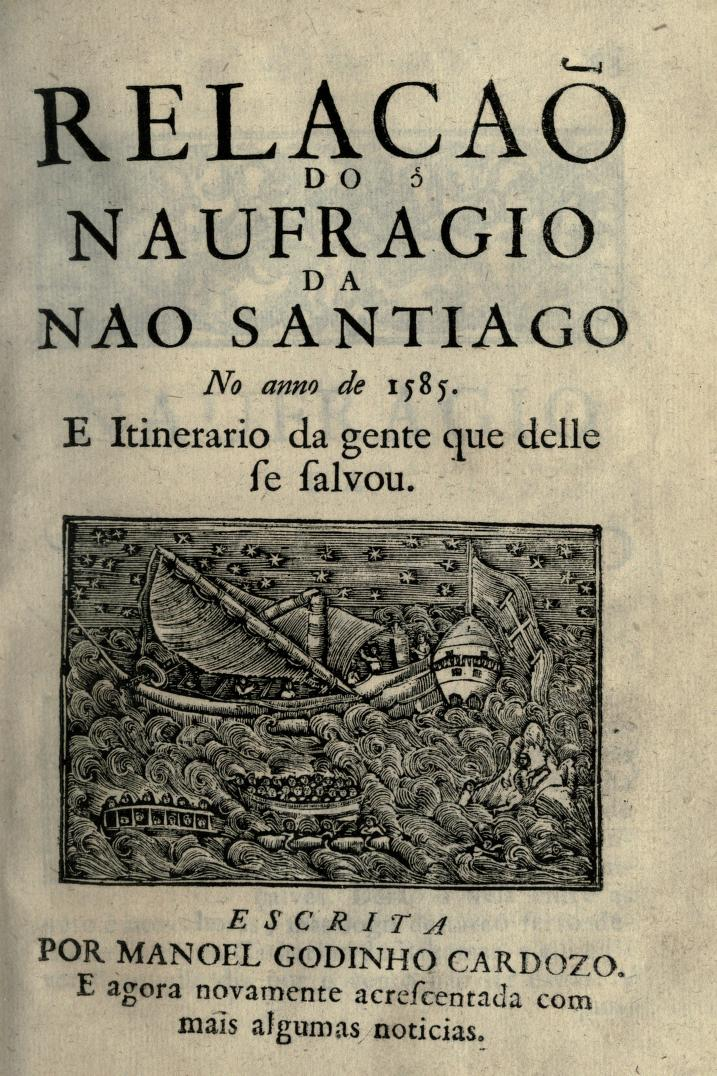
1585년 바사스다인디아 환초에서 산티아구호 (Santiago)의 침몰을 삽화로 실은 포르투갈 서적

프랑스 지리학 전문지 〈제오〉 (Géo)에서는 바사스다인디아 환초에 대해 '배신자'라고 표현한 바 있는데, 바닷물이 차오르면 육지의 모습은 감춰지면서도 해수면 아래의 암초는 여전히 존재하기 때문에, 인근 해역을 떠도는 선박들이 암초에 걸려 좌초되기 일쑤이기 때문이다. 따라서 섬 여기저기에 난파선과 프리깃, 녹슨 닻이 방치된 상태라고 전하고 있다.
바사스다인디아 환초에 걸려 좌초된 것으로 기록된 배는 다음과 같다.
- 1585년 포르투갈 함대의 기함인 산티아구 (Santiago) 호가 좌초되었다.[9]
- 1738년 영국 동인도 회사의 상선인 서식스 (Sussex) 호가 좌초되었다.[10]

## 역사
바다스다인디아는 포르투갈 선원 가스파르 곤살베스 (Gaspar Gonçalves)가 발견하였으며 이탈리아의 빈첸초 코로넬리가 지도에 처음 기록한 것으로 알려져 있다. 발견 이후 다양한 이름으로 불려 왔는데 포르투갈어로 '바이슈다인디아' (Baixo da India, 곤수알르스), '비유스다인디아' (Bayos da India, 1511년 필레스트리나), '바슈스드라인디아' (Baxos de la India, 1529년 디오구 리베이루) 등으로 표기되었다. 
프랑스어로는 '바스드쥐디' (Basses de Judie, 1542년 앙리 2세 지도), '바스쥐브' (Basse Juive, 1770년 드마네빌레트) 등으로 표기되다, 마침내 1825년 영국의 윌리엄 오웬이 제작한 지도에서 '바사스다인디아' (Bassas da India)라는 지명으로 굳혀졌다. 프랑스에서는 이것을 프랑스식으로 읽어 '바사스다앵디아'로 불리고 있다. 
프랑스는 1896년 8월 6일 영토 편입절차를 위한 법 제정과 더불어, 1897년 10월 31일 프랑스 식민지로 정식 편입하였다. 이후 1960년 4월 1일 프랑스 정부 법령 제60-555호에 따라 자치공화국이 된 마다가스카르 공화국으로부터 바사다앵디아를 비롯한 프랑스령 인도양 군도를 분리하여 해외영토부 직속 관할지역으로 두게 되었다.

## 정치

바사스다인디아가 속한 프랑스령 남방 및 남극 지역의 공식기

2005년 1월 3일 프랑스 조례에 따라 프랑스령 인도양 군도와 바사스다인디아는 레위니옹의 생피에르에 청사를 두고 있는 프랑스령 남방 및 남극 지역의 대표행정관 관할 지역으로 이관되었다. 2007년 2월 21일 법령에 따라 프랑스령 인도양 군도의 다섯번째 관할구역으로 설정되었다. 이때부터 바사스다인디아는 프랑스 본토나 해외 속령처럼 기초자치단체 분할 대상이 아니며 유럽 연합의 일부로 보지 않는다.
바사스다인디아를 관할하는 프랑스령 남방 및 남극 지역의 대표행정관은 단순 행정관이 아니라 영토의 수장이자, 지사 (préfet)로 대표하고 있다. 실질적으로 바사스다인디아가 속한 프랑스령 인도양 군도에 대해서는 대표행정관의 대리인인 구역대표 (chef de district)를 두고 있으며 남방 영토와 남극 권역의 기지를 지휘하는 역할을 행사하고 있다.
프랑스령 남방 및 남극 지역에는 2,600만 유로에 달하는 총 예산이 배정되는데 바사스다인디아에 돌아가는 예산 역시 여기에 속해 있다고 볼 수 있다. 마지막으로 프랑스는 경제자원은 물론 풍부한 생물다양성, 문화·자연유산의 보호를 위해 인접해역에 대한 주권을 행사하고 있다.

## 같이 보기
- 프라읏령 인도양 군도
- 프랑스 남방 및 남극 지역